# DEC Professional
DEC Professional was een reeks PDP-11-compatibele werkstations die in 1982 geïntroduceerd werd door Digital Equipment Corporation (DEC) als hoogwaardige concurrenten van de IBM PC.

## Geschiedenis
De Professional 325 (PRO-325) en Professional 350 (PRO-350) werden in 1982 door Digital Equipment Corporation op de markt gebracht. Ze waren compatibel met de eerdere PDP-11-processor van Digital Equipment Corporation. Net als de visueel vergelijkbare Rainbow 100 en DECmate II, die tegelijkertijd geïntroduceerd werden en gebaseerd waren op respectievelijk de Intel 8086 en de PDP-8, maakte de PRO-familie gebruik van het LK201-toetsenbord, 5¼ inch RX50-diskettestations en een kleuren- of monochroom CRT-scherm.
De Professional 380 (PRO-380), die in 1985 op de markt kwam, gebruikte een snellere processor en had geavanceerdere grafische mogelijkheden. De grafische kaart was geïntegreerd in het moederbord.
De PRO-familie werd, net als de Rainbow 100 en de DECmate II, geen succes omdat de computerindustrie evolueerde naar Intel 8088- en Motorola 68000-gebaseerde systemen en de markt gedomineerd werd door de eenvoudigere IBM PC en zijn klonen die uiteindelijk de industriestandaard werden.
Het falen van DEC om een significante positie te verwerven in de pc-markt met hoge volumes zou het begin van het einde betekenen voor de computerhardware-industrie in New England, aangezien bijna alle daar gevestigde computerbedrijven zich richtten op minicomputers voor grote organisaties, van DEC tot Data General, Wang, Prime, Computervision, Honeywell en Symbolics Inc.

## Hardware

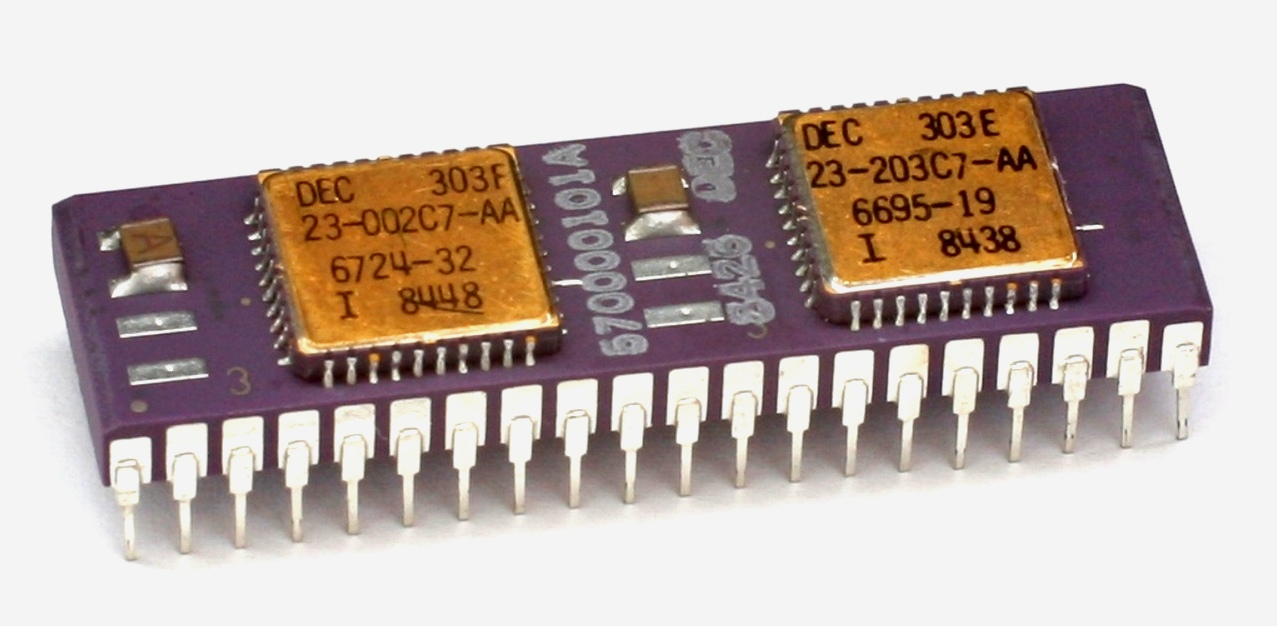
DEC "Fonz-11" (F-11) chipset

De PRO-325 en PRO-350 gebruiken de F-11 chipset uit de LSI-11/23 op een moederbord met maximaal zes CTI-uitbreidingssleuven. CTI (Computing Terminal Interconnect) was een eigen bus van DEC die gebruik maakte van 90-pins ZIF-connectoren. De PRO-familie gebruikt dubbele RX50-diskettestations. De PRO-325 heeft alleen diskettestations, de PRO-350 en PRO-380 bevatten ook een interne harde schijf.
De I/O-apparaten in de PRO-familie zijn in de meeste gevallen radicaal anders dan hun tegenhangers op de PDP-11-minicomputers. Alhoewel de interne bus bijvoorbeeld direct memory access (DMA) ondersteunt, maakt geen van de beschikbare I/O-apparaten daadwerkelijk gebruik van deze functie. Het interruptsysteem is geïmplementeerd met behulp van toenmalige Intel pc-chips, wat opnieuw radicaal anders was dan de standaard interruptarchitectuur van de PDP-11. Om al deze redenen vereist de ondersteuning van de PRO-familie uitgebreide aanpassingen aan de eerder bestaande besturingssysteemsoftware en kan de PRO geen standaard PDP-11-software uitvoeren zonder aanpassingen.

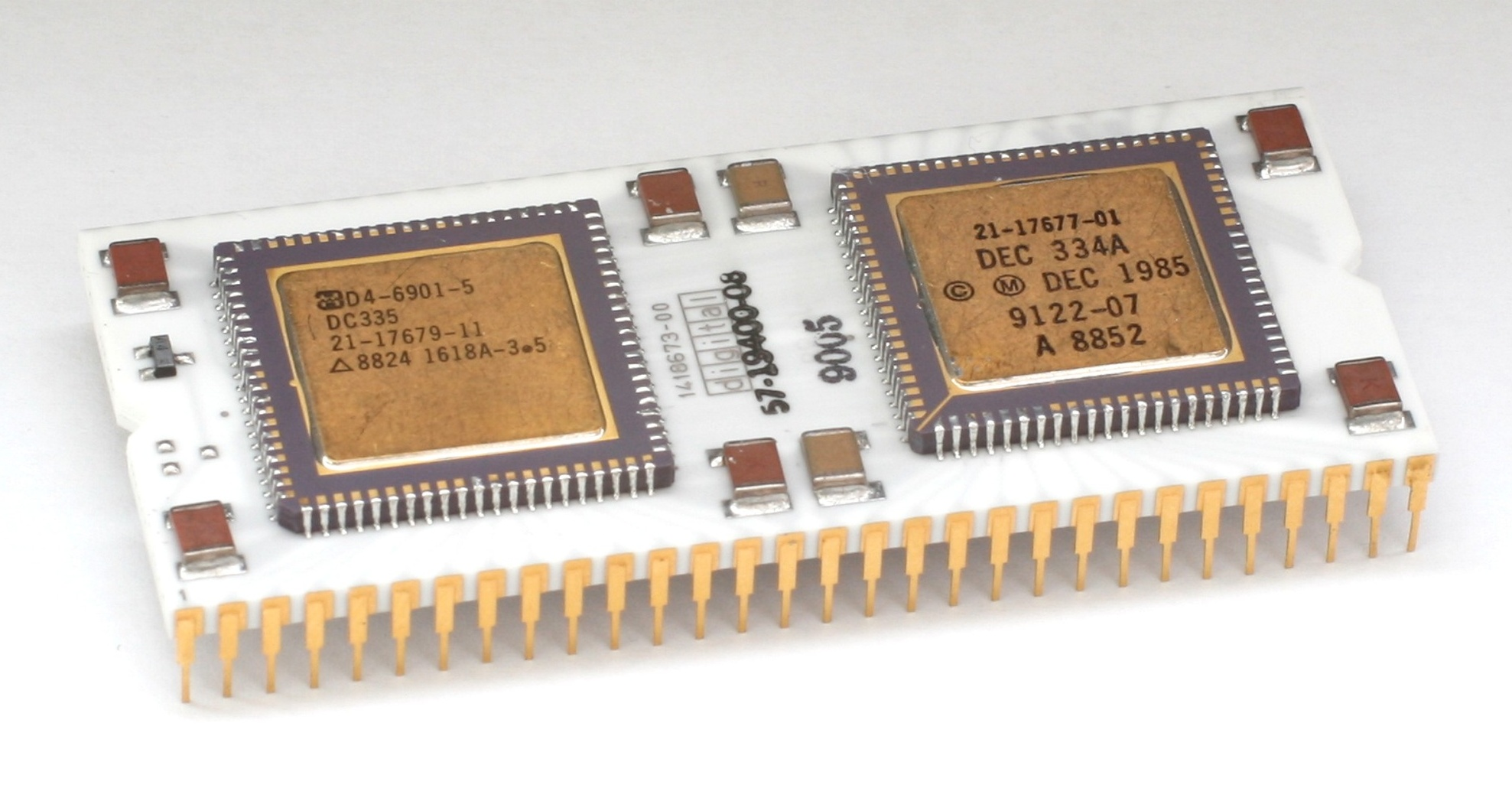
DEC "Jaws-11" (J-11) chipset

De latere PRO-380 gebruikt de veel snellere J-11 chipset uit de MicroPDP-11/73. Wegens klokproblemen op het moederbord draaide de J-11 chip echter op 10 MHz in plaats van 16-18 MHz, waardoor de PRO-380 langzamer was dan een standaard 11/73-systeem.
De DEC Professional Series PC-38N is een PRO-380 met een real-time interface (RTI) die gebruikt werd als console voor de VAX 8000-familie.

## Software
Het standaard besturingssysteem voor de PRO-familie was DEC's Professional Operating System (P/OS), een aangepaste versie van RSX-11M met een menugestuurde gebruikersinterface. Deze gebruikersinterface werd als onhandig, traag en inflexibel ervaren en bood weinig voordelen ten opzichte van de command-line-interface van MS-DOS. Andere beschikbare besturingssystemen waren DEC RT-11, VenturCom Venix en 2.9BSD Unix.
Alhoewel de PDP-11 een zeer succesvolle minicomputer was, ontbrak het aan een brede basis van betaalbare software voor kleine bedrijven. Bestaande CP/M-applicaties voor de Rainbow 100 konden eenvoudig geporteerd worden naar het MS-DOS-besturingssysteem.  Het porteren van bestaande PDP-11-applicaties naar de PRO was veel moeilijker omdat het ontwerp van de PRO gedeeltelijk afweek van de oorspronkelijke PDP-11-systemen. Sommige bronnen suggereerden dat deze incompatibiliteit ten minste gedeeltelijk opzettelijk leek omdat DEC wellicht probeerde zijn winstgevende PDP-11-productlijn te "beschermen" tegen concurrentie van goedkopere microcomputers.